# Gran Premio de Malasia de Motociclismo de 1999

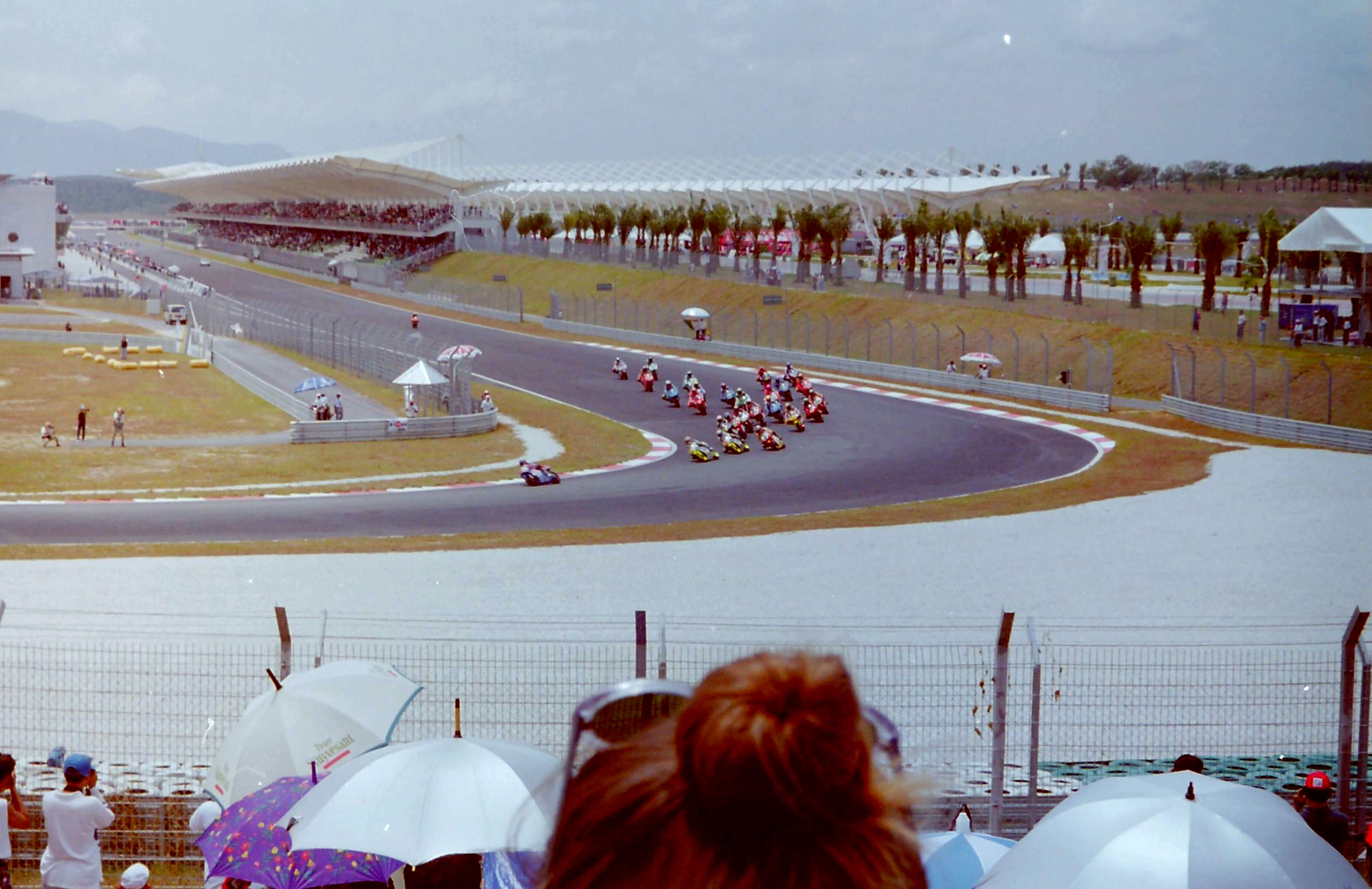
Gran Premio de Motociclismo de Malasia de 1999.

El Gran Premio de Malasia de Motociclismo de 1999 fue la primera prueba del Campeonato del Mundo de Motociclismo de 1999. Tuvo lugar en el fin de semana del 16 al 18 de abril de 1999 en el Circuito Internacional de Sepang, situado en Sepang, Selangor, Malasia. La carrera de 500cc fue ganada por Kenny Roberts Jr, seguido de Carlos Checa y Àlex Crivillé. Loris Capirossi ganó la prueba de 250cc, por delante de Tohru Ukawa y Shinya Nakano. La carrera de 125cc fue ganada por Masao Azuma, Emilio Alzamora fue segundo y Gianluigi Scalvini tercero.

## Resultados 500cc
| Pos. | N.º | Piloto                   | Constructor | Vueltas | Tiempo/Retirado | Grilla | Puntos |
| ---- | --- | ------------------------ | ----------- | ------- | --------------- | ------ | ------ |
| 1    | 10  | Kenny Roberts Jr         | Suzuki      | 21      | 44:56.033       | 3      | 25     |
| 2    | 4   | Carlos Checa             | Yamaha      | 21      | +4.279          | 14     | 20     |
| 3    | 3   | Àlex Crivillé            | Honda       | 21      | +4.780          | 5      | 16     |
| 4    | 1   | Mick Doohan              | Honda       | 21      | +4.902          | 7      | 13     |
| 5    | 8   | Tadayuki Okada           | Honda       | 21      | +7.269          | 12     | 11     |
| 6    | 5   | Alex Barros              | Honda       | 21      | +13.202         | 11     | 10     |
| 7    | 55  | Régis Laconi             | Yamaha      | 21      | +23.724         | 8      | 9      |
| 8    | 14  | Juan Bautista Borja      | Honda       | 21      | +23.811         | 9      | 8      |
| 9    | 9   | Nobuatsu Aoki            | Suzuki      | 21      | +25.156         | 4      | 7      |
| 10   | 15  | Sete Gibernau            | Honda       | 21      | +31.548         | 13     | 6      |
| 11   | 16  | Yukio Kagayama           | Suzuki      | 21      | +35.205         | 10     | 5      |
| 12   | 12  | Jean-Michel Bayle        | Modenas KR3 | 21      | +42.405         | 15     | 4      |
| 13   | 31  | Tetsuya Harada           | Aprilia     | 21      | +46.749         | 18     | 3      |
| 14   | 11  | Simon Crafar             | Yamaha      | 21      | +50.732         | 19     | 2      |
| 15   | 26  | Haruchika Aoki           | TSR-Honda   | 21      | +51.667         | 16     | 1      |
| 16   | 22  | Sébastien Gimbert        | Honda       | 21      | +1:14.752       | 21     |        |
| 17   | 18  | Markus Ober              | Honda       | 21      | +1:51.775       | 25     |        |
| 18   | 20  | Mike Hale                | Modenas KR3 | 21      | +1:54.512       | 20     |        |
| Ret  | 21  | Michael Rutter           | Honda       | 14      |                 | 22     |        |
| Ret  | 25  | José Luis Cardoso        | TSR-Honda   | 11      |                 | 20     |        |
| Ret  | 2   | Max Biaggi               | Yamaha      | 10      |                 | 2      |        |
| Ret  | 17  | Jurgen van den Goorbergh | MuZ Weber   | 10      |                 | 23     |        |
| Ret  | 7   | Luca Cadalora            | MuZ Weber   | 9       |                 | 17     |        |
| Ret  | 19  | John Kocinski            | Honda       | 3       | Accidente       | 1      |        |
| Ret  | 6   | Norick Abe               | Yamaha      | 3       | Accidente       | 6      |        |
| DNS  | 45  | John Allen               | Honda       |         |                 | 26     |        |
| DNS  | 68  | Mark Willis              | BSL         |         |                 | 27     |        |

- Pole Position: John Kocinski, 2:06.848
- Vuelta Rápida: Mick Doohan, 2:07.213

## Resultados 250cc
| Pos. | N.º | Piloto             | Constructor | Vueltas | Tiempo/Retirado | Grilla | Puntos |
| ---- | --- | ------------------ | ----------- | ------- | --------------- | ------ | ------ |
| 1    | 1   | Loris Capirossi    | Honda       | 20      | 43:29.305       | 4      | 25     |
| 2    | 4   | Tohru Ukawa        | Honda       | 20      | +0.111          | 5      | 20     |
| 3    | 56  | Shinya Nakano      | Yamaha      | 20      | +0.787          | 2      | 16     |
| 4    | 19  | Olivier Jacque     | Yamaha      | 20      | +14.894         | 3      | 13     |
| 5    | 46  | Valentino Rossi    | Aprilia     | 20      | +24.569         | 1      | 11     |
| 6    | 34  | Marcellino Lucchi  | Aprilia     | 20      | +30.774         | 7      | 10     |
| 7    | 9   | Jeremy McWilliams  | Aprilia     | 20      | +34.877         | 9      | 9      |
| 8    | 49  | Naoki Matsudo      | Yamaha      | 20      | +35.294         | 8      | 8      |
| 9    | 7   | Stefano Perugini   | Honda       | 20      | +52.956         | 15     | 7      |
| 10   | 44  | Roberto Rolfo      | Aprilia     | 20      | +58.656         | 11     | 6      |
| 11   | 37  | Luca Boscoscuro    | TSR-Honda   | 20      | +1:05.383       | 13     | 5      |
| 12   | 24  | Jason Vincent      | Honda       | 20      | +1:05.385       | 16     | 4      |
| 13   | 36  | Masaki Tokudome    | Honda       | 20      | +1:21.549       | 17     | 3      |
| 14   | 14  | Anthony West       | TSR-Honda   | 20      | +1:22.318       | 21     | 2      |
| 15   | 12  | Sebastián Porto    | Yamaha      | 20      | +1:22.741       | 23     | 1      |
| 16   | 16  | Johan Stigefelt    | Yamaha      | 20      | +1:24.652       | 14     |        |
| 17   | 66  | Alex Hofmann       | Honda       | 20      | +1:30.484       | 12     |        |
| 18   | 23  | Julien Allemand    | TSR-Honda   | 20      | +1:42.994       | 22     |        |
| 19   | 15  | David García       | Yamaha      | 20      | +1:56.191       | 19     |        |
| 20   | 41  | Jarno Janssen      | TSR-Honda   | 20      | +1:56.369       | 18     |        |
| 21   | 58  | Matías Ríos        | Aprilia     | 19      | +1 Vuelta       | 27     |        |
| 22   | 10  | Fonsi Nieto        | Yamaha      | 19      | +1 Vuelta       | 24     |        |
| 23   | 22  | Lucas Oliver Bultó | Yamaha      | 19      | +1 Vuelta       | 26     |        |
| Ret  | 63  | Shahrol Yuzy       | Honda       | 19      | Accidente       | 20     |        |
| Ret  | 21  | Franco Battaini    | Aprilia     | 15      |                 | 6      |        |
| Ret  | 11  | Tomomi Manako      | Yamaha      | 4       | Accidente       | 10     |        |
| Ret  | 61  | Meng Heng Kuang    | Honda       | 4       |                 | 28     |        |
| DNS  | 17  | Maurice Bolwerk    | TSR-Honda   |         |                 | 25     |        |
| DNS  | 6   | Ralf Waldmann      | Aprilia     |         |                 | 29     |        |

- Pole Position: Valentino Rossi, 2:08.956
- Vuelta Rápida: Loris Capirossi, 2:09.381

## Resultados 125cc
| Pos. | N.º | Piloto               | Constructor | Vueltas | Tiempo/Retirado | Grilla | Puntos |
| ---- | --- | -------------------- | ----------- | ------- | --------------- | ------ | ------ |
| 1    | 4   | Masao Azuma          | Honda       | 19      | 43:55.438       | 4      | 25     |
| 2    | 7   | Emilio Alzamora      | Honda       | 19      | +0.106          | 2      | 20     |
| 3    | 8   | Gianluigi Scalvini   | Aprilia     | 19      | +10.509         | 6      | 16     |
| 4    | 21  | Arnaud Vincent       | Aprilia     | 19      | +12.909         | 1      | 13     |
| 5    | 10  | Jerónimo Vidal       | Aprilia     | 19      | +20.695         | 15     | 11     |
| 6    | 16  | Simone Sanna         | Honda       | 19      | +27.184         | 7      | 10     |
| 7    | 23  | Gino Borsoi          | Aprilia     | 19      | +27.208         | 8      | 9      |
| 8    | 26  | Ivan Goi             | Honda       | 19      | +27.351         | 18     | 8      |
| 9    | 32  | Mirko Giansanti      | Aprilia     | 19      | +27.507         | 19     | 7      |
| 10   | 1   | Kazuto Sakata        | Honda       | 19      | +27.514         | 16     | 6      |
| 11   | 11  | Max Sabbatani        | Honda       | 19      | +27.734         | 10     | 5      |
| 12   | 54  | Manuel Poggiali      | Aprilia     | 19      | +37.922         | 13     | 4      |
| 13   | 41  | Youichi Ui           | Derbi       | 19      | +38.264         | 20     | 3      |
| 14   | 29  | Ángel Nieto Jr       | Honda       | 19      | +38.344         | 5      | 2      |
| 15   | 17  | Steve Jenkner        | Aprilia     | 19      | +41.962         | 12     | 1      |
| 16   | 44  | Alessandro Brannetti | Aprilia     | 19      | +44.310         | 14     |        |
| 17   | 5   | Lucio Cecchinello    | Honda       | 19      | +47.056         | 11     |        |
| 18   | 15  | Roberto Locatelli    | Aprilia     | 19      | +56.919         | 3      |        |
| 19   | 18  | Reinhard Stolz       | Honda       | 19      | +59.108         | 23     |        |
| 20   | 12  | Randy De Puniet      | Aprilia     | 19      | +1:02.934       | 21     |        |
| 21   | 46  | Direk Archewong      | Honda       | 19      | +1:49.298       | 24     |        |
| 22   | 22  | Pablo Nieto          | Derbi       | 19      | +2:05.689       | 25     |        |
| Ret  | 6   | Noboru Ueda          | Honda       | 11      | Accidente       | 9      |        |
| Ret  | 9   | Frédéric Petit       | Aprilia     | 11      | Accidente       | 17     |        |
| Ret  | 20  | Bernhard Absmeier    | Aprilia     | 11      | Accidente       | 22     |        |
| Ret  | 45  | Magilai Meganathan   | Honda       | 8       |                 | 26     |        |
| DNS  | 13  | Marco Melandri       | Honda       |         |                 | 27     |        |

- Pole Position: Arnaud Vincent, 2:17.052
- Vuelta Rápida: Emilio Alzamora, 2:16.868